# De røde heste (film fra 1968)
De røde heste er en dansk film fra 1968 instrueret af Annelise Meineche. Filmen er en genindspilning af 1950-filmatiseringen af Morten Korchs succes-roman.

## Medvirkende
- Kjeld Nørgaard - Ole Offor
- Poul Reichhardt - Hans Offor, Oles far
- Jane Thomsen - Sanne Offor, Oles søster
- Helge Kjærulff-Schmidt - Mikkel Pind
- Lotte Tarp - Henriette, Oles kæreste
- Asbjørn Andersen - Anders Munk, proprietær
- Puk Schaufuss - Bente, Anders' datter
- Else Marie Hansen - Konstance, Anders' søster
- Christa Rasmussen Buckhøj - Zita, Anders' anden hustru
- Lars Lunøe - Stefan Willers, bestyrer
- Christian Arhoff - Jørgen Senille, træner
- Karl Stegger - Frandsen, sagfører
- Bendt Rothe - dommer
- Hugo Herrestrup - Anton, gårdskarl
- Holger Perfort - Zitas advokat
- Jørgen Beck